# Garovaglia plumosa
Garovaglia plumosa är en bladmossart som beskrevs av Theodor Carl Karl Julius Herzog 1916. Garovaglia plumosa ingår i släktet Garovaglia och familjen Pterobryaceae. Inga underarter finns listade i Catalogue of Life.